# Bank Millennium
«Банк Мілленніум С.А.» (пол. Bank Millennium S.A.) — польський комерційний банк зі штаб-квартирою у Варшаві.

## Історія
Універсальний банк, який пропонує свої послуги для всіх сегментів ринку через мережу відділень, індивідуальні мережі консультантів та електронний банкінг. Один із перших комерційних банків Польщі та перший банк, акції якого котируються на Варшавській фондовій біржі.
Банк починає свою історію від «Bank Inicjatyw Gospodarczych», заснованого у 1989 році. Спочатку 98% акцій були у власності компаній «Warta», «Poczta Polska», «PZU», «Universal» та «Transakcja» (KC PZPR та ZSMP), 2% — у власності фізичних осіб.
У 1997 «BIG SA» об'єднавсся з «Bank Gdański SA», в результаті чого було створено «BIG Bank Gdański». У 1998 році банк розпочав надавати послуги для роздрібних клієнтів під брендом «Millennium», а в 2003 році «BIG Bank Gdański» був перетворений на «Bank Millennium», який працював під тим самим брендом, головним акціонером і партнером якого була португальська «Banco Comercial Portugues» (BCP), що володіє 50,1% акцій.
31 травня 2019  придбав активи «Euro Bank SA», заволодівши 99,79% акцій, які викупив у «Société Générale».

## Операційна діяльність
Банк обслуговує клієнтів через мережу з понад 360 відділень, а також через інтернет, телефонний та мобільний банкінг. Банк надає фінансові послуги  для індивідуальних клієнтів, людей, що ведуть бізнес, а також малих, середніх та великих компаній. 
На 2017 мав понад 1,6 мільйона активних індивідуальних та 13 тисяч корпоративних клієнтів. У своїй стратегії розвитку банк орієнтується на сучасні канали обслуговування. Кількість клієнтів, які активно користуються електронним банкінгом, у 2017 році перевищила 1,1 мільйона і була на 17% більшою, ніж за відповідний період 2016 року. Кількість користувачів мобільного банкінгу на кінець 2017 року становила 711 тисяч.
У 2020 мав понад 2,6 мільйона активних індивідуальних клієнтів. У 2020 році кількість клієнтів, які активно використовують електронний банкінг, перевищила 2 мільйони, а кількість клієнтів мобільних та мобільних додатків Millenet перевищила 1,7 мільйона.